# TT77
La tombe thébaine TT 77 est située à Cheikh Abd el-Gournah, dans la nécropole thébaine, sur la rive ouest du Nil, face à Louxor en Égypte.
C'est la sépulture de Ptahemhat, porteur de sceau du roi durant le règne de Thoutmôsis IV usurpée par Roy (XVIIIe dynastie).